# Saint-Sulpice-sur-Yères
Saint-Sulpice-sur-Yères is een dorp in de Franse gemeente Saint-Martin-le-Gaillard in het departement Seine-Maritime in Normandië. Het dorp ligt in het noordwesten van de gemeente, twee kilometer ten noordwesten van het dorpscentrum van Saint-Martin-le-Gaillard.
Ten zuiden van Saint-Sulpice stroomt de Yères.
Het centrum van het dorp Canehan ligt slechts een kilometer ten zuiden, aan de andere kant van de Yères. Het gehucht Auberville ligt een kilometer ten zuidoosten.

## Geschiedenis
Op de 18de-eeuwse Cassinikaart is het plaatsje aangeduid als St. Sulpice.
Op het eind van het ancien régime op het eind van de 18de eeuw, toen de gemeenten werden gecreëerd, werd Saint-Sulpice-sur-Yères een gemeente. In 1823 werd de gemeente echter opgeheven en toegevoegd aan de gemeente Saint-Martin-le-Gaillard.

## Bezienswaardigheden
- De Église Saint-Suplice

Auberville-sur-Yères · Le Coudroy · Étocquigny · Mélincamp · Saint-Martin-le-Gaillard · Saint-Sulpice-sur-Yères